# Laguna de Cameros
Laguna de Cameros è un comune spagnolo di 170 abitanti situato nella comunità autonoma di La Rioja.